# بولشایا مارتایکا
بولشایا مارتایکا (انگلیسی: Bolshaya Martayka) یک رودخانه در سرزمین پرم کشور روسیه است.